# Nyctibatrachus beddomii
Nyctibatrachus beddomii es una especie  de anfibios de la familia Ranidae.

## Distribución geográfica
Se encuentra en la India. 

## Estado de conservación
Se encuentra amenazada de extinción por la pérdida de su hábitat natural.